# Grömbach
Grömbach est une commune d'Allemagne, située dans l'arrondissement de Freudenstadt et le Land de Bade-Wurtemberg.

## Géographie
Grömbach est située en Forêt-Noire et est arrosée par la Nagold, un affluent de l'Enz, lui-même affluent de la rive gauche du Neckar.
Les villes ou communes limitrophes de Grömbach sont Simmersfeld au nord, Altensteig à l'est (toutes les deux dans l'arrondissement de Calw), Wörnersberg au sud-est, Pfalzgrafenweiler au sud et Seewald à l'ouest.

## Administration
La communauté d'administration Pfalzgrafenweiler est composée des communes de Grömbach, Pfalzgrafenweiler et Wörnersberg.

## Démographie
| 1961 | 1970 | 1980 | 1990 | 2000 | 2005 |
| ---- | ---- | ---- | ---- | ---- | ---- |
| 459  | 505  | 495  | 574  | 645  | 689  |